# Qashliq

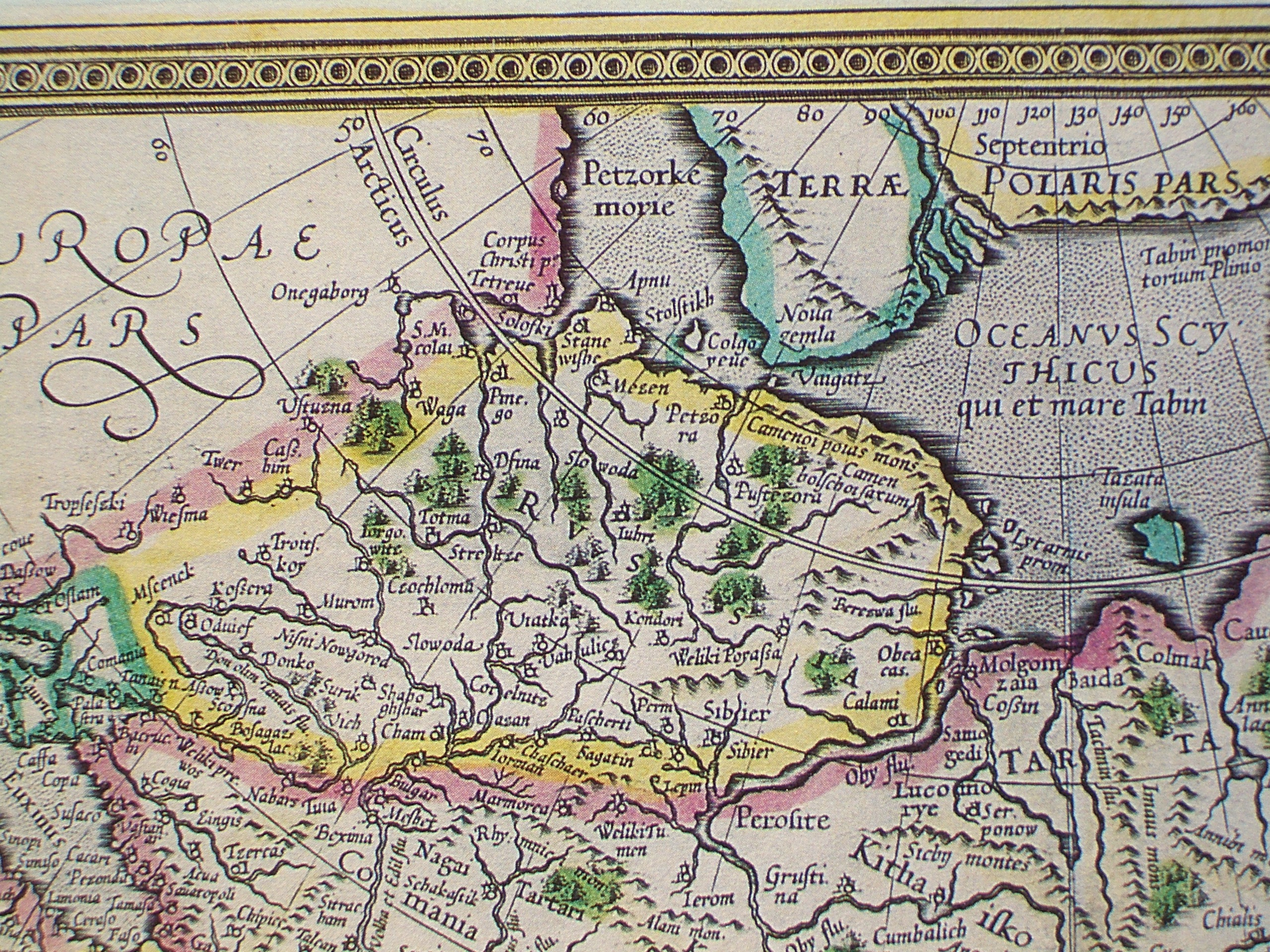
Cartes de 1595 du Tsardom de Russie

Qashliq, Sibir ou Isker  (en tatar : Qaşlıq ou İskär) est une forteresse de Sibérie qui a été la capitale du khanat de Sibir au XVIe siècle. Elle est située sur la rive droite de l'Irtych, à 17 km de Tobolsk.
Elle a donné son nom à la Sibérie.

## Histoire
Sibir est mentionnée pour la première fois au XIVe siècle par des sources russes.
En 1493, le khan tatar Mamıq (ou Makhmet) déplace la capitale du khanat de Chimgui-Toura (actuelle Tioumen) à Sibir. Elle est prise par l'ataman Ermak en 1582. Ses ruines sont reprises par les Tatars en 1584, puis perdues définitivement en 1586.

## Localisation
Les ruines de Sibir ne sont plus visibles de nos jours, rendant la position exacte de la forteresse difficile à déterminer. 
Le village de Sibiriak (поселок Сибиряк) se trouve près du site présumé.